# Браян Гейнен
Браян Гейнен (нід. Bryan Heynen, нар. 6 лютого 1997, Бре, Бельгія) — бельгійський футболіст, центральний півзахисник клубу «Генк».

## Ігрова кар'єра
Браян Гейнен з семи років почав займатися футболом в академії клубу «Генк». З початком сезону 2014/15 Гейнена почали залучати до тренувань основної команди клубу. І в липні 2015 року Браян дебютував у матчах бельгійського чемпіонату. Тоді ж він підписав контракт з клубом терміном на два роки з можливістю подальшого його продовження.
З 2017 року Браян Гейнен викликався до складу молодіжної збірної Бельгії.

## Досягнення
- Чемпіон Бельгії (1):

«Генк»: 2018-19
- Володар Суперкубка Бельгії (1):

«Генк»: 2019
- Володар Кубка Бельгії (1):

«Генк»: 2020-21